# Fjodor Markelovics Csesznokov
Fjodor Markelovics Csesznokov (oroszul: Фёдор Маркелович Чесноков; erza nyelven: Фёдор Маркелович Чесновковонь, Fjodor Markelovics Csesznovkovony; 1896. május 7. – 1938. május 25.) erza nemzetiségű író, drámaíró, irodalmár, a mordvin irodalom meghatározó alakja.

## Élete
A mordvin nemzetiségű Pilkovo (Пылково) faluban született a Szaratovi kormányzóságban (ma Lopatyinói járás, Penzai terület) paraszti családban. A helyi zemsztvoiskola után 1912-ben egy kétéves szakiskolát végzett el, majd elemi iskolában volt tanító. Az első világháború idején behívták katonának, aztán 1922-től Moszkvában élt, a Közoktatási Népbiztosságban dolgozott. 1924-ben elvégezte a Vörös Professzorok Intézete irodalom szakát, majd aspirantúrát végzett.
1932-ig a Nemzetiségi Könyvkiadónál a mordvin szekció munkatársa volt, majd az Ucspedgiznél (Учпедгиз, Állami Tankönyvkiadó) mordvin tankönyveket dolgozott ki más mordvin tudósokkal, például Anatolij Rjabovval együtt. Ez időtájt kezdett el írni a Jaksztyere tyestye (Якстере теште, Vörös csillag) nevű újságnak. 1933-ban a szaranszki Mordvin Kutatóintézet munkatársa lett, ahol a mordvin nyelveket, irodalmat és folklórt, valamint a mordvin nyelvtant is kutatta. 1934-ben a szovjet írók első kongresszusán képviselte a mordvin irodalmat. Emellett mordvin folyóiratokat is szerkesztett. Ugyanebben az évben bekerült az újonnan alakított Mordvin Írószövetségbe.
1937 júniusában letartóztatták, megvádolták szovjetellenes cselekményekkel és kémkedéssel, majd 1938-ban kivégezték. Csak 1956-ban rehabilitálták.

## Munkássága
1922-ben jelent meg első elbeszélése, a Szirje ucsityel (Сыре учитель, Az öreg tanár), mely egy vidéki tanító lelkiállapotát tükrözi a szovjet uralom kezdetekor. Ezt követően számos mordvin nyelvű karcolata és elbeszélése jelent meg több kötetben: Velesz javovsz (Велесь явовсь, Megosztott falu, 1926), Lija kijava (Лия киява, Más utakon, 1927), Tetyaka levksz (Тетяка левкс, Akár az apja, 1929), Vaszeny tolt (Васень толт, Első tüzek, 1932). 1935-ben az erza nyelvű Valdo erjamosz (Валдо эрямос, A ragyogó élethez) című antológiában jelentek meg elbeszélései. Hősei hétköznapi emberek, témái közé tartozik a forradalom, a polgárháború, a kollektivizáció, az új élethez, kultúrához való alkalmazkodás nehézségei.
Elbeszélései mellett drámaíróként is jelentős, a mordvin nyelvű drámaírás atyjának tekintik. 1924-ben az Erzjany pjeszat (Эрзянь пьесат, Erza színdarabok) című kötetben jelent meg több drámája, például a Kavto kijava (Кавто киява, Két úton), A mon kegyenze paliny (А мон кедензэ палынь, És én kezet csókoltam neki), a Roki tuvo (Роки туво, A röfögő disznó), a Veluv (Велув, Együtt), a Barscsinany skaszto (Барщинань шкасто, Robot idején). 1925-ben jelent meg Kaldorgadszty tasto kojtnye (Калдоргадсть ташто койтне, Meglazultak a régi támfalak) című színműve. Drámái forradalmi gondolatok, aktuális politikai és társadalmi problémák mellett hétköznapi témákat is feldolgoznak és szatirikus vígjáték is található közöttük.
Gyermekek számára is írt elbeszéléseket.
1925-ben egy kritikus így írt róla: „Csesznokov a jelen mordvin íróinak a legtehetségesebbike. Nyelve kifejező, szemléletes képekben gazdag. A gazdagság és a művészi sokoldalúság forrása a mordvinok és a mordvin élet sajátosságainak beható ismerete.”